# Kaple Božského srdce Páně (Borová)
Kaple Božského srdce Páně, někdy uváděná jako filiální Kostel Božského srdce Páně je velká římskokatolická kaple v Borové, patřící do farnosti Nový Hrádek. Je situována na severozápadním okraji obce.

## Historie
Kaple byla dokončena v roce 1937.

## Bohoslužby
Bohoslužby se konají v sobotu od 18.00, v době letního času od 18.30.